# Danske Statsbaner
Le Danske Statsbaner (DSB letteralmente ferrovie dello stato danesi) sono le ferrovie danesi, fondate nel 1885 riunendo delle compagnie ferroviarie regionali precedenti.
Trasportano ogni anno circa 160 milioni di passeggeri (circa l'80% di tutto il traffico passeggeri nel paese). Impiega circa 9000 addetti e nel 2005 ha registrato profitti per 993 milioni di corone danesi DKK.

## Sviluppo

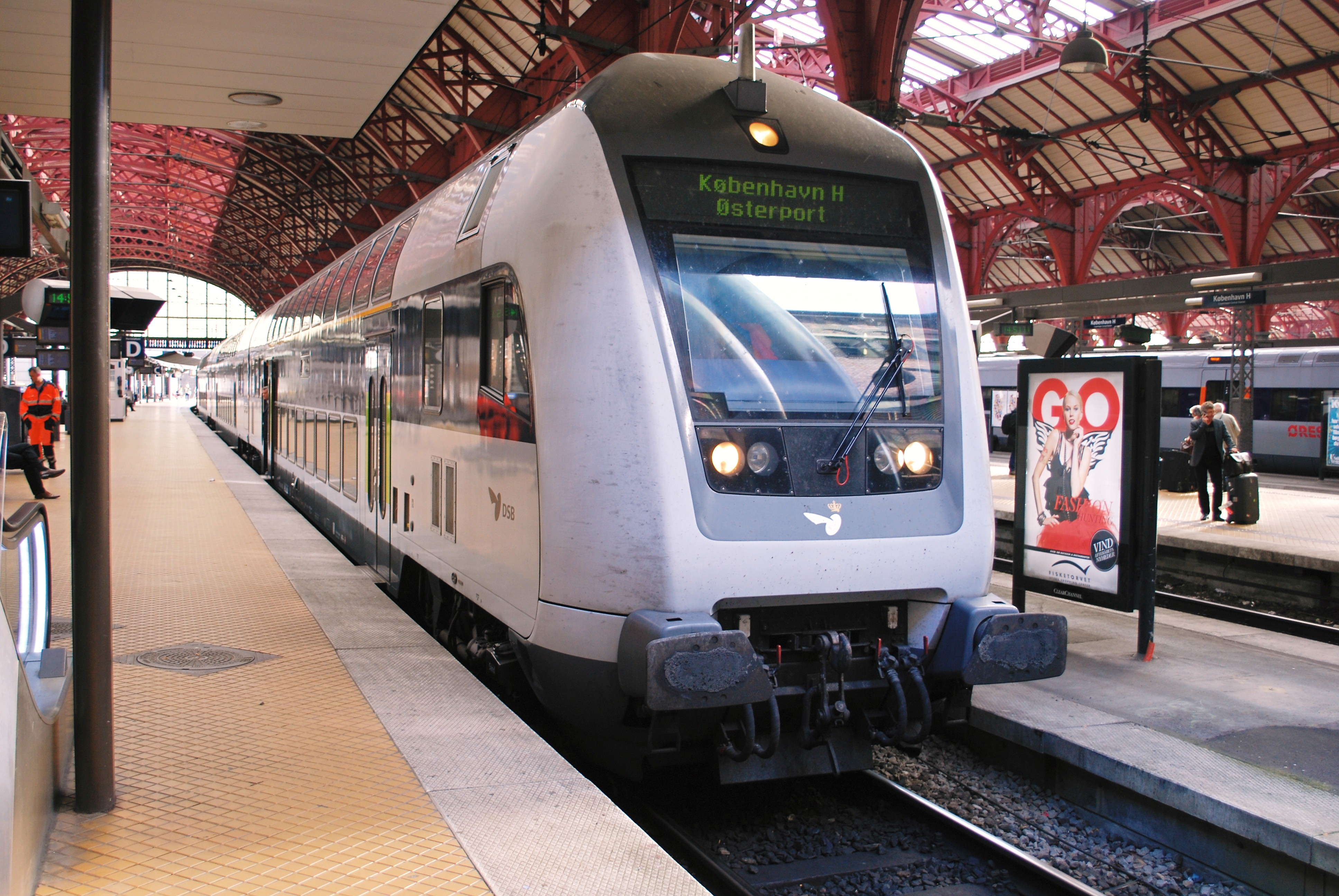
Treno DSB alla stazione di Copnaghen

La rete si estende per 2323 km a scartamento ordinario, dei quali 446 km elettrificati a 25 kV 50 Hz e 170 km a 1500 V
Come altre imprese del settore in tutta Europa sono organizzate in una holding capogruppo e in ulteriori partecipate curanti ognuna un settore specifico:
- DSB Intercity (Traffico di passeggeri)
- DSB Regio (Treni regionali)
- DSB S-tog (Servizio suburbano della capitale Copenaghen e dei sobborghi)
- DSB Gods (trasporto di merci)

## Tipologie di treni

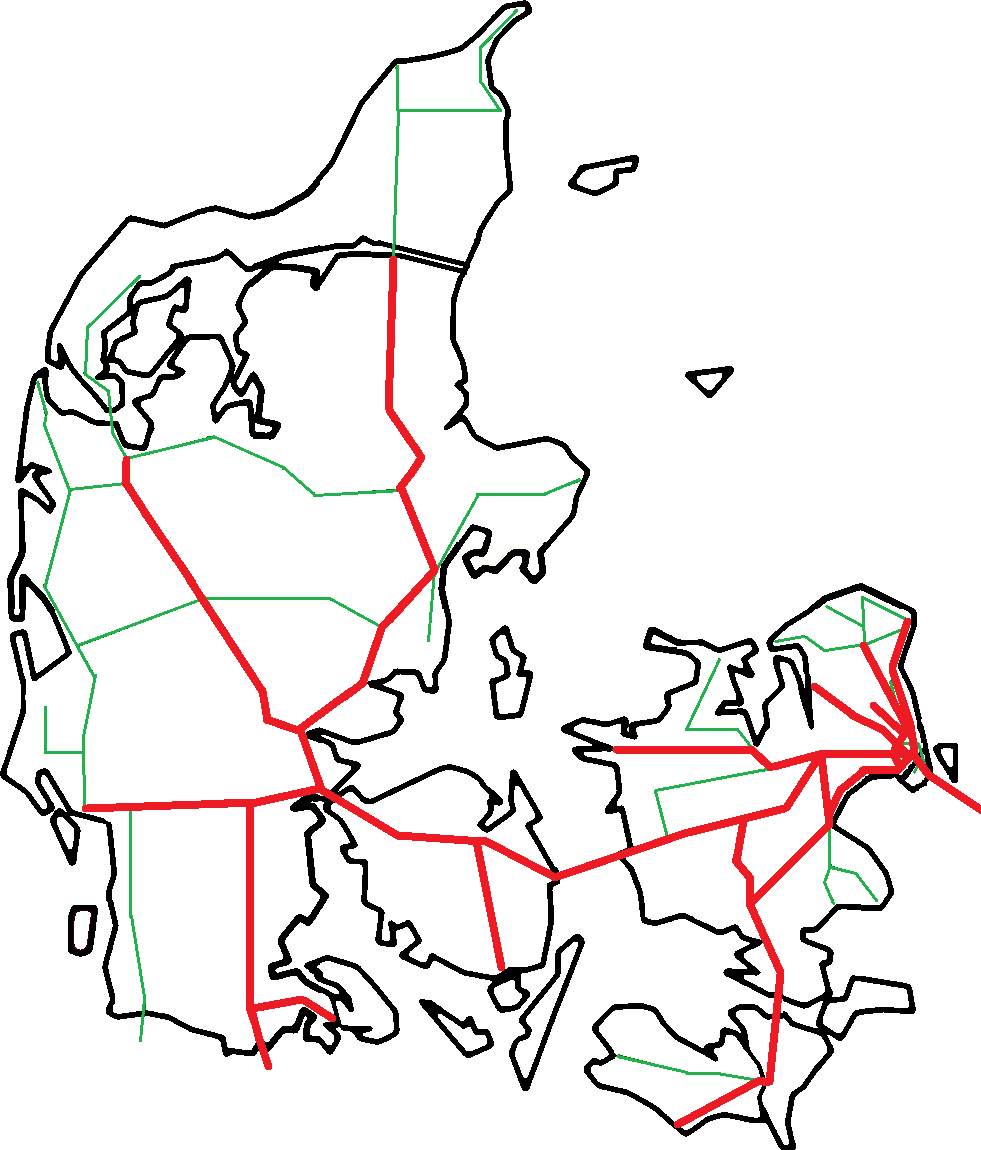
Le linee ferroviarie gestite da DSB nel 2018 sono evidenziate in rosso.

- IC: InterCity: treno rapido in servizio nazionale.
- IN/INN: InterNord: treno rapido in servizio internazionale diurno (IN) e notturno (INN).
- Lyn: treno rapido a trazione termica, prenotazione obbligatoria.
- IR: InterRegio: treno interregionale di sola 2ª classe.
- Re: treno regionale di sola 2ª classe con possibilità di trasporto biciclette.
- S-tog: treno suburbano nell'area di Copenaghen.